# Paukarlahti
Paukarlahti är en by i kommunen Leppävirta i landskapet Norra Savolax i Östra Finlands län. Paukarlahti har cirka 550 invånare.